# ناثان غليك
ناثان غليك (بالإنجليزية: Nathan Glick)‏ هو رسام توضيحي أمريكي، ولد في 10 يونيو 1912، وتوفي في 16 أكتوبر 2012.